# Thomashuis
Een Thomashuis is een kleinschalige woonvoorziening voor mensen met een verstandelijke beperking. Thomashuis is een concept en merknaam van de franchiseonderneming 'De Drie Notenboomen'. 

## Geschiedenis
Het netwerk werd in 2001 opgericht door Hans van Putten, die zelf een zoon had met een verstandelijke beperking, Thomas, die in 2006 overleed. Uit onvrede met het aanbod van onderkomens voor verstandelijk gehandicapte personen in zorginstellingen, bedacht Hans van Putten het concept Thomashuizen.

## Concept
Een Thomashuis biedt woonruimte aan maximaal negen volwassenen met een verstandelijke beperking. Het huis wordt geleid door een vast echtpaar of samenwonende partners met een professionele achtergrond op het gebied van gehandicaptenzorg. Deze zogenoemde zorgondernemers wonen zelf in het huis. Elk Thomashuis kan worden gezien als een zelfstandig bedrijf dat voldoet aan de door de franchisegever gestelde voorwaarden. De groepsleiders zijn dus ook de managers en kunnen direct en naar eigen inzicht inspelen op de zorgvraag van de bewoner.
Er wordt gewerkt volgens eigen richtlijnen en kwaliteitseisen van Thomashuizen Nederland. Jaarlijks wordt de kwaliteit gemeten door een onafhankelijk onderzoeksbureau. In 2024 zijn er 119 Thomashuizen in Nederland en 3 in België.
Op 28 mei 2015 kreeg de formule Thomashuizen de NFV Franchise Trofee 2015 uitgereikt. Deze vakprijs wordt jaarlijks uitgereikt door de Nederlandse Franchise Vereniging (NFV).